# Måndagstjärnen (Bollnäs socken, Hälsingland, 677683-151863)
Måndagstjärnen är en sjö i Bollnäs kommun i Hälsingland och ingår i Testeboåns huvudavrinningsområde. Sjön är 8,3 meter djup, har en yta på 0,0112 kvadratkilometer och befinner sig 334 meter över havet.